# 日本製鉄瀬戸内硬式野球部
日本製鉄瀬戸内硬式野球部（にっぽんせいてつせとうちこうしきやきゅうぶ）は、兵庫県姫路市広畑区に本拠地を置き、日本野球連盟に加盟する社会人野球の企業チーム。

## 概要
1939年、日本製鐵の広畑製鐵所で『日本製鐵広畑硬式野球部』として創部。戦中の1942年、都市対抗野球に初出場する。
1950年、日本製鐵の財閥解体に伴い富士製鐵が発足したため、チーム名を『富士製鐵広畑硬式野球部』に改称した。1968年の都市対抗野球で初優勝を果たした。
1970年、富士製鐵と八幡製鐵が合併し新日本製鐵が発足したため、チーム名を『新日本製鐵広畑硬式野球部』に改称した。1971年の都市対抗野球では2度目の優勝を果たしている。
その後、鉄鋼不況の影響から新日本製鐵本社がスポーツ活動の見直しを進める中で、同チームも他の同好会同様に終業時刻後の活動を余儀なくされた。しかし、活動見直し初年度となった2003年の都市対抗野球では5年ぶりの本戦出場を果たした。
2012年10月、新日本製鐵と住友金属工業が合併し新日鐵住金が発足したため、チーム名を『新日鐵住金広畑硬式野球部』に改称した。
2019年4月、新日鐵住金の商号変更に伴い、チーム名を『日本製鉄広畑硬式野球部』に改称した。
2023年12月、『日本製鉄広畑硬式野球部』から『日本製鉄瀬戸内硬式野球部』へ改称。これに伴い、長年にわたって親しまれてきた「広畑」の2文字が消えることになった。

## 設立・沿革
- 1939年（昭和14年） - 『日本製鐵広畑』として創部。
- 1942年（昭和17年） - 都市対抗野球に初出場（初戦敗退）。
- 1950年（昭和25年） - 日本製鐵の財閥解体に伴い、チーム名を『富士製鐵広畑』に改称。
- 1968年（昭和43年） - 都市対抗野球で初優勝。
- 1970年（昭和45年） - 富士製鐵と八幡製鐵の合併に伴い、チーム名を『新日本製鐵広畑』に改称。
- 1971年（昭和46年） - 都市対抗野球で2度目の優勝。
- 1983年（昭和58年） - 日本選手権に初出場（4強）。
- 2012年（平成24年） - 新日本製鐵と住友金属工業の合併に伴い、『新日鐵住金広畑』に改称。
- 2019年（平成31年） - 日本製鉄への社名変更に伴い、『日本製鉄広畑』に改称。
- 2023年（令和5年） - 『日本製鉄広畑』から『日本製鉄瀬戸内』に改称。

## 主要大会の出場歴・最高成績
- 都市対抗野球大会 - 出場33回、優勝2回（1968、1971年）、準優勝1回（1990年）
- 日本産業対抗野球大会 - 出場5回
- 社会人野球日本選手権大会 - 出場17回、4強1回（1983年）
- JABA大阪大会 - 優勝1回（1974年）
- JABA四国大会 - 優勝1回（1985年）
- JABA伊勢大会 - 優勝2回（1953、1954年）
- JABA岡山大会 - 優勝1回（2021年）

## 主な出身プロ野球選手
- 蔦文也（投手） - 退団後、全徳島を経て、1950年に東急フライヤーズに入団
- 高岡英司（投手） - 1965年ドラフト6位で中日ドラゴンズに入団
- 神部年男（投手） - 1969年ドラフト2位で近鉄バファローズに入団
- 高橋二三男（外野手） - 1970年ドラフト1位で西鉄ライオンズに入団
- 三沢淳（投手） - 高校在学時の1970年ドラフト3位で中日ドラゴンズから指名を受け、翌1971年に当チームに在籍したのち、シーズン終了後に入団
- 佐々木恭介（内野手） - 1971年ドラフト1位で近鉄バファローズに入団
- 白滝政孝（外野手） - 1971年ドラフト3位で中日ドラゴンズに入団
- 加納茂徳（捕手） - 1971年ドラフト外で阪神タイガースに入団
- 岩木哲（捕手） - 退社後に1974年ドラフト外で南海ホークスに入団
- 泉元寿光（投手） - 1975年ドラフト外で阪急ブレーブスに入団
- 藤城和明（投手） - 1976年ドラフト1位で読売ジャイアンツに入団
- 弓岡敬二郎（内野手） - 1980年ドラフト3位で阪急ブレーブスに入団
- 正田耕三（内野手） - 1984年ドラフト2位で広島東洋カープに入団
- 西村基史（投手） - 1984年ドラフト2位で日本ハムファイターズに入団
- 定詰雅彦（捕手） - 1990年ドラフト2位でロッテオリオンズに入団
- 的山哲也（捕手） - 1993年ドラフト4位で近鉄バファローズに入団
- 薮田安彦（投手） - 1995年ドラフト2位で千葉ロッテマリーンズに入団
- 塩崎真（内野手） - 1996年ドラフト3位でオリックス・ブルーウェーブに入団
- 三井浩二（投手） - 2000年ドラフト2位で西武ライオンズに入団
- 桟原将司（投手） - 2003年ドラフト4位で阪神タイガースに入団
- 河野秀数（投手） - 2012年ドラフト7位で北海道日本ハムファイターズに入団。
- 森原康平（投手） - 2016年ドラフト5位で東北楽天ゴールデンイーグルスに入団。現横浜DeNAベイスターズ。
- 坂本光士郎（投手） - 2018年ドラフト5位で東京ヤクルトスワローズに入団。現千葉ロッテマリーンズ。

## 元プロ野球選手の競技者登録
- 大工勝（元：毎日オリオンズ） - 投手→退団
- 小深田大地（元：横浜DeNAベイスターズ） - 内野手

## かつて在籍していた選手
- 長島康夫（投手）
- 應武篤良（捕手） - ソウルオリンピック日本代表。
- 藤高俊彦（投手） - 西武ライオンズからの1981年ドラフト5位指名を拒否し残留。